# Schedophilus maculatus
Thazard atlantique
Ne doit pas être confondu avec Scomberomorus maculatus.
Espèce
Statut de conservation UICN

LC : Préoccupation mineure
Schedophilus maculatus est une espèce de poissons de la famille des Centrolophidae. Son nom vernaculaire français est Thazard atlantique, appellation qu'il partage avec Scomberomorus maculatus.

## Répartition
On le trouve dans les eaux tropicales de tout l'hémisphère sud.
C'est un poisson pélagique, il vit principalement à une profondeur comprise entre 300 et 700 m, bien qu'on ait capturé des spécimens à plus de 1 000 m de profondeur. Les juvéniles demeurent près de la surface de l'eau, appréciant la présence de méduses.

## Description
Schedophilus maculatus peut mesurer jusqu'à 30 cm de longueur totale.

## Alimentation
Il se nourrit majoritairement de zooplancton.

## Systématique
Le nom valide complet (avec auteur) de ce taxon est Schedophilus maculatus Günther, 1860.
Schedophilus maculatus a pour synonymes :
- Hoplocoryphis physaliarum Whitley, 1933
- Mupus maculatus (Günther, 1860)
- Schedophilus marmoratus Kner & Steindachner, 1867
- Seriolella maculata (Günther, 1860)

## Étymologie
Son épithète spécifique, du latin maculatus, « tacheté », fait référence aux quatre taches à la base de la nageoire dorsale, au trois à la base de l'anale et au deux à la base de la caudale

## Publication originale
- (en) Albert Günther, Catalogue of the acanthopterygian fishes in the collection of the British Museum : Squamipinnes, Cirrhitidae, Triglidae, Trachinidae, Sciaenidae, Polynemidae, Sphyraenidae, Trichiuridae, Scombridae, Carangidae, Xiphiidae, vol. 2, Londres, British Museum London, 1860, 548 p. (lire en ligne), p. 412.